# Laura González Cabrera
Laura González Cabrera (Las Palmas de Gran Canaria, 1976) es una pintora contemporánea española.

## Biografía
González Cabrera nació en Canarias en 1976. Comenzó sus estudios superiores en la Universidad de La Laguna pero los continuó hasta licenciarse en Bellas Artes en la Universidad de Salamanca.
En su obra, González Cabrera maneja la escritura y la pintura y usa «sistemas cifrados, basados en códigos matemáticos y binarios» para sus creaciones como respuesta y crítica a la superproducción masiva de imágenes y textos. Su trabajo se ha podido contemplar en numerosas exposiciones dentro de instituciones y museos como en Medialab Prado (2021), el Centro Atlántico de Arte Moderno (CAAM) de las Palmas de Gran Canaria (2020, 2013 y 2008), el Centro de Arte La Regenta (2019), el Museo de Pollensa en Mallorca (2018), el Museo de Arte Contemporáneo de la Fundación Naturgy (antes Gas Natural Fenosa) en La Coruña (2018), el Today Art Museum de Pekín (2016), el TEA de Santa Cruz de Tenerife (2016), el Museo de Huelva (2015), el Museo Internacional de Arte Contemporáneo en Lanzarote (2011) o La Casa Encendida en Madrid (2007), entre otros.
También su obra ha estado presente en galerías nacionales e internacionales, participando en ferias de arte organizadas en España, Alemania, Italia, Portugal y Argentina. Su obra forma parte de colecciones públicas y privadas como la Colección Los Bragales del TEA de Tenerife, la de Pilar Citoler, la de la Fundación Canaria para el Desarrollo de la Pintura, Fundación DIDAC de La Coruña, Centro Atlántico de Arte Moderno (CAAM), el Gobierno de Canarias y el Cabildo de Gran Canaria.
Ha sido galardonada con el Premio DKV al mejor artista español (2015) y la Medalla de oro en la Bienal de Arquitectura de Miami (2009), donde participó junto con la arquitecta Evelyn Alonso Rohner. Finalmente, ha sido becada por el Ayuntamiento de Paris para realizar una residencia en el Centro Les Récollets (2019).